# Paramachaerium gruberi
Paramachaerium gruberi är en ärtväxtart som beskrevs av Brizicky. Paramachaerium gruberi ingår i släktet Paramachaerium och familjen ärtväxter. Inga underarter finns listade i Catalogue of Life.